# Xaorô
Xaorô é um instrumento de origem africana em formato de guizo ou chocalho utilizado em contextos que envolvem as religiões de matriz africana. Em um Itã conta-se que Iemanjá criou o instrumento para colocar em Obaluaiê de modo a encontrá-lo e tratar de suas feridas.